# Горелова, Галина Константиновна
Галина Константиновна Горелова (бел. Галіна Канстанцінаўна Гарэлава; род. 5 марта 1951, Минск, Республика Беларусь) — советский и белорусский композитор, лауреат Государственной премии Республики Беларусь (1992) и Специальной премии Президента Республики Беларусь в области музыки (2001), заслуженный деятель искусств Республики Беларусь (2004), член Белорусского союза композиторов (1976), профессор (2009), заведующий кафедрой композиции Белорусской государственной академии музыки.
Одна из первых женщин-композиторов в Беларуси.

## Биография
Галина Константиновна Горелова родилась 5 марта 1951 года в Минске в интеллигентной семье. Отец экономист, мать инженер-строитель. Кроме Галины, в семье были две сестры-близняшки. Дети росли в атмосфере любви к музыке, к чтению, к культуре. Галина с раннего детства обучалась игре на фортепиано. Её первые опыты в композиции относятся к 13-летнему возрасту.
В 1972 году Галина Горелова поступила в Белорусскую государственную консерваторию имени А. В. Луначарского в класс композиции профессора Д. Б. Смольского и в 1977 году с отличием её окончила. Затем, после двух лет занятий под руководством профессора А. В. Богатырёва она в 1979 году с отличием окончила ассистентуру-стажировку и была направлена на работу преподавателем в Барановичское музыкальное училище. Параллельно она в течение семи лет посещала мастер-классы профессора Московской государственной консерватории Ю. А. Фортунатова.
С 1980 года Галина Горелова — преподаватель, с 2009 года профессор, с апреля 2013 года заведующий кафедрой композиции Белорусской государственной консерватории имени А. В. Луначарского. Среди её учеников лауреаты международных композиторских конкурсов А. Барковская, А. Цапко, Т. Матюшок, К. Вечер-Ковалевская, И. Комар.
Член Белорусского общества современной музыки, учреждённого в 1990 году композитором Д. В. Лыбиным.

## Творчество
Будучи ярким представителем неоромантизма, Галина Горелова создала индивидуальный стиль, отмеченный поэтическим очарованием и одухотворённостью музыкальных образов.
Среди наиболее значительных произведений Г. Гореловой — кантата на стихи поэтов XX в. «Anno mundi ardentis» («В год мирового пожара»), за которую композитор была удостоена Государственной премии Республики Беларусь (1992), кантата «Тысяча лет надежды» по произведениям восточной лирики X-XX вв., симфоническая поэма «Бандароўна» по одноименной поэме классика белорусской литературы Янки Купалы, «Angustia» для гитары и камерного оркестра.
Богатая образная палитра, виртуозный блеск и зрелое мастерство отличают 12 инструментальных концертов Г.Гореловой. В её творческом багаже есть концерты для скрипки с оркестром (1979), для балалайки с оркестром (1991), для трубы с оркестром (1992), для тромбона и симфонического оркестра (1996), для гобоя и струнного оркестра (1984), для ударных инструментов и струнного оркестра (2008/2009), «Allegresse» для большого симфонического оркестра (2002). А также концерты для необычных исполнительских составов: для гитары, струнного оркестра и колоколов (1994), для альта, струнных и колоколов (2000),
Особое место в творчестве Г. Гореловой занимает концерт «Троицкие фрески» для двух труб, струнных и ударных (1998), за который композитор была удостоена Специальной премии Президента Республики Беларусь (2001).
Ещё одно этапное сочинение — концертная фантазия «Ingemisco» («Виновный, вздыхаю и каюсь…») для альта и струнного оркестра (2007), написанная для Ю. Башмета и исполненная им в одном из концертов II Международного фестиваля Юрия Башмета (Минск, 2007 год).
Среди произведение камерной музыки Гореловой первыми получили признание те, где музыка соединена со словом. Обращаясь к поэтам разных времён и народов, композитор создала вокальные циклы на стихи польского поэта Леопольда Стаффа и французского поэта Пьера-Жана де Беранже, колумбийца Луиса Карлоса Лопеса и перуанца Сесара Вальехо, бельгийца Эмиля Верхарна и русской поэтессы Анны Ахматовой, белорусских поэтов Максима Богдановича, Ларисы Гениюш, Евдокии Лось.
Из многочисленных произведений камерно-инструментальной музыки особое значение для композитора имеют те, идею которых автор определяет как «экологическую». Это сонаты для фортепьяно «К взлетающей птице», для контрабаса «Al Fresco», для кларнета «Прикосновения». В этом же ряду стоят несколько фортепианных сюит («Пейзажи», «Два искушения Адама», «Пейзаж с цветущей яблоней», «Рисунки на греческой вазе» и др.), а также сюиты для гитары и виолончели («Татьянин день»), для гитары и ударных («Семь элегий Ли Бо»), для гитары и клавесина («Воспоминание о Несвиже»), для гитары и цимбал («Печальные призраки исчезнувших замков»), «Диалог с закатом» для кельтской арфы и 22-х бокалов, наполненных дождевой водой. К этой сфере можно отнести фантазии для ансамбля солистов "Классик-Авангард: «Иней на колоколах», «День в начале ноября», «И видел сон в раю Адам…», «Notturno degli incurabili» («Ноктюрн неисцелимых»).
Музыка Гореловой исполнялась в Польше, России, Швейцарии, Франции, Австрии, Италии, Финляндии, Германии, Чехии, Словении, Сербии, США, Мексике, Новой Зеландии и др. странах.

## Награды и звания
- Государственная премия Республики Беларусь (1992)
- Специальная премия Президента Республики Беларусь в области музыки (2001)
- Заслуженный деятель искусств Республики Беларусь (2004)
- Профессор (2009)
- Почётная грамота Совета Министров Республики Беларусь (2012)[7]

## Сочинения
Вокально-инструментальные произведения:
```
Кантаты: «Лирическая кантата» для сопрано, женского хора и симфонического оркестра (сл. народные и авторские, 1977), "Anno mundi ardentis"  («В год мирового пожара») для меццо-сопрано, баритона и симфонического оркестра (сл. Л. Арагона, Г. Аполлинера, А. Тарковского и др., 1989, Государственная премия РБ, 1992), «Тысяча лет надежды» для сопрано и большого симфонического оркестра на стихи поэтов X-XX вв.,  1990).
```

Оркестровые произведения:
```
Симфонические поэмы: «Бандароўна» для оркестра и аутентичных голосов (по одноименному произведению Янки Купалы, 1986), «Миф сокровенный» ("La Fermata nel Tempo", 2008), «Страсти по Марку» («Семь картин Шагала») в 7 частях (2011).
```

```
Для малого симфонического оркестра: «День в начале ноября» (1997), Фантазия «Иней на колоколах», «День Святого Валентина» (2005), "Notturno degli incurabili"  («Ноктюрн неисцелимых”, 2010) «И видел сон в раю Адам» (2010).
```

Инструментальные концерты:
```
Для скрипки с оркестром (1979), для балалайки с оркестром (1991), для трубы с оркестром (1992), для тромбона и симфонического оркестра (1996), "Allegresse" для большого симфонического оркестра  (2002).
```

```
Для гобоя и струнного оркестра (1984), для гитары, струнного оркестра  и колоколов (1994), для альта, струнных и колоколов (2000),  для ударных инструментов и  струнного оркестра (2008/2009).
```

```
«Троицкие фрески» для двух труб, струнных и ударных (1998), "Angustia" для гитары, трубы, гобоя, колоколов и камерного оркестра (2010), концертная фантазия  "Ingemisco" («Виновный, вздыхаю и каюсь…») для струнного оркестра и солирующего альта (2007), "Da Lontano" («Издалека») для гитары и струнного оркестра (2013).
```

Камерно-инструментальные произведения:
```
Струнный квартет (1981)
```

```
Сюиты: «Маленькая сюита» для скрипки, виолончели, флейты и фагота (1982), «Скворец над домом звонаря» для гитары, флейты и виолончели (2004), «Возвращается сердце в Краков…» для скрипки, контрабаса и фортепиано (2004), «Три гобелена из Вавеля» для скрипки, виолончели (контрабаса) и фортепиано (2004); цикл миниатюр  «Судоку» для цимбал и ударных инструментов (2012); Две мелодии («Лирическая», «Шуточная») для ансамбля скрипачей (1982), «Хороводы» для скрипки, виолончели и фортепиано (1984), «Три фольклорных мотива» в обработке для флейты, скрипки и цимбал («Зязюля», «У гародзе» («Жартоўная»), «Вечар», 1981), Три народные мелодии (белорусская, украинская, литовская) для трех скрипок (1987), «Три белорусские мелодии» для гобоя, скрипки и фортепиано (1987), Концертштюк для 2-х фортепиано и ксилофона (1989), фантазия «Вспоминая танго» для скрипки, альта и фортепиано (2006), «Багатель» для 2-х скрипок, альта и виолончели (2006), «Семь элегий Ли Бо» для гитары и ударных инструментов (2007), «Пейзаж без меня» для флейты, арфы, виолончели и аккордеона (2012); «Четыре маленьких фантазии в народном стиле» для скрипки и виолончели (1995), «Татьянин день» для гитары и виолончели (2001), сюита «Воспоминание о Несвиже» для гитары и клавесина (2000), Диптих для скрипки и контрабаса («Время слабости человека и цветов», «Поклон сеньору Боттезини», 2010), «Самотныя прывіды знікнуўшых замкаў» для гитары и белорусских цимбал (2013-2014). Для медных духовых. Сюита «Из немецкой тетради» для 5-ти труб и тубы (1999), Сюиты для 2-х труб: «Незатейливая музыка»  (2006), детская сюита «Три народных напева» (Польский, Еврейский, Болгарский) (2006); «Маленький триптих» для четырех труб (1997), Фанфары и Токкатина для 3-х труб (1998), Две миниатюры для 4-х тромбонов (2009)
```

```
Для скрипки и фортепиано: 25 белорусских песен и танцев (1986),  Соната (1988), сюита «Портрет Жены Художника» (1995).
```

```
Для альта и фортепиано: фантазия "Al Sereno" (1998), "Lucia perpetuo moto" (2001), "Eine kleine Nachtmusik" (2001),  «Регтайм» (2003), «Регби» (2006); для альта соло "Recordare" (2012)
```

```
Для виолончели и фортепиано: Скерцино (1974/1977), Три песни без слов (1986), Баллада (1987), "Alba" (2006); для виолончели соло «Два панно Анри Матисса» («Напев», «Танец»; 1984, II ред. 1999).
```

```
Для контрабаса и фортепиано: Соната  «Al Fresco»  (1995).
```

```
Для флейты и фортепиано: «Пастораль» (фантазия на тему, которая звучит в конце, 1993), «Три портрета Радославы» (1993), концертная фантазия «Песня Кевич-птицы» (1994),  «Маленькая рождественская фантазия»  (2001)
```

```
Для флейты и клавесина "Il pianto della quaglia" («Плач перепёлки», 2009).
```

```
Для кларнета и фортепиано: «Одинокая идиллия» (1996)
```

```
Для трубы и фортепиано: Вокализ и Бурлеска (1990), «Двенадцать песен» (1991), «Пять вокализов» (2003), «Четыре времени души» (2012). «Строгая ария и Весёлая прибаутка» для трубы пикколо и фортепиано (2000);
```

```
Для тромбона и фортепиано: «Легенда» (1990)
```

```
Для цимбал и фортепиано: Семь пьес в ладах (1987), Концертная пьеса "Bombo" (2009); для цимбал соло «Кэк-уок» (2011).
```

```
Для балалайки и фортепиано: Шестнадцать пьес (для младших классов ДМШ, 1986), Токката (1989), «Колокольчик» (1989), «Этюд в характере польки» (1992), Сонатина (1998), Pezzo concertante (2014).
```

```
Для флейты соло: «Она в безлюдье грушевого сада…» (2005), «В душистой темнице сирени запуталась сонная птаха…» (2014);
```

```
Для гобоя соло:  Сюита «Снетогорские фрески» (1982), цикл «Два взгляда на идеальную женщину» (1994).
```

```
Для кларнета соло: Соната «Прикосновения» (1996), «Жрица, танцующая у алтаря» (2010).
```

```
Для фагота соло: Две фантастических пьесы: «Напев под погасшей луной», «Танец на склоне холма» (2010).
```

```
Для гитары: Вариации в характере Чаконы «Мирский замок» (1985), «Два зимних эстампа» («Ночной снегопад», «Новогоднее размышление», (2004).
```

```
Для двух арф: «Как грустная тень Барбары» (1997), сюита «Рисунки на греческой вазе» (1998).
```

Фортепианные произведения:
```
Циклы: «Четыре портрета» (1981),  «Три японских миниатюры на шелке» (1987), Четыре инвенции «Старинный замок» (1987), «Два искушения Адама» (1998).
```

```
Сюиты: «Вечерний альбом» (1995), «Четыре сентиментальных воспоминания» (1996), «Пейзажи» (1997), «Четыре времени года» (1999), «Рисунки на греческой вазе»  (2001), «Пейзаж с цветущей яблоней» (2004), «Элегии середины апреля» (2012).
```

```
Соната «К взлетающей птице» (1995), Сонатина для ф-но в 3-х частях (2013).
```

```
Концертные пьесы: «Ритмы улицы» (2004), фантазия «Будущим летом в Несэбре…» (2006),  «Граффити» (2009).
```

```
Пьесы (миниатюры):  «Старинный мотив», «Солнечная колокольня» (1992),  «Остров тысячи храмов» (2009), "Sempre piano" (2009), «Маленькие вариации на незнакомый мотив» (2012).
```

```
Циклы пьес для детей: «Алешин уголок»  (1988), «Три пейзажа» (1992), «Альбом к Рождеству»  (2011), сюиты: «Фигурки из цветной бумаги» (1991), «Песни старой мельницы» (2004), Одиннадцать пьес для маленьких «Нотный муравейник» (2011);
```

```
Для фортепиано в 4 руки: нетрудные пьесы «Веселый сапожник», «Песня дремлющего тростника» (1991), сюита «Десять фей» (2005), «Три мотива детских лет» (2010).
```

```
Для двух фортепиано: «Воскресная музыка» (1997), Шесть пьес в синкопированных ритмах «Музыка города» (2005).
```

Хоровые произведения:
```
Для хора без сопровождения: «Дажынкі» (сл. народные, 1979).
```

```
Для хора с сопровождением: Три песни на стихи Уолтера де ля Мэра («Песня сна», «Стрекоза», «Счастливая песня», 1986); «Хочу говорить на языке цветов» для детского хора (сл. О. Дриз, 1987).
```

Вокальные произведения:
```
Вокальные циклы: «Романсы на стихи Л. Стаффа» («Приглашение», «Когда тебя встречу», «Пчела», «Колыбельная», 1974), «Дзявочыя песні» для сопрано, флейты пикколо и ф-но (сл. М. Богдановича, 1979),  «Грустные песни» для меццо-сопранои фортепиано (сл. А. Ахматовой, 1980), «Хвала беднякам» для баритона и фортепиано (сл. П. Ж. Беранже, 1983), «Романсы на стихи Э. Верхарна» для тенора, двух флейт и фортепиано («Май», «Июнь», «Август», «Ноябрь», 1984), «Вокальный цикл на стихи поэтов Латинской Америки» для баритона и фортепиано («Я родился в печальный день», «Далёкие шаги», «Завещание», «Дорожная молитва», сл. С. Вальехо – Перу; «На площади Одеона», «Шарманщику, сл. Л.К. Лопес - Колумбия, 1986), «Чатыры песні над калыскай»  для меццо-сопрано и цимбал (сл. Е. Лось, Л. Гениюш, Н. Тулуповой, 1988), «Тры малітвы перад Грунвальдам» для голоса и ударных (2010).
```

Музыка к драматическим спектаклям:
```
«Совиновники» по пьесе В.Гёте (Национальный театр Беларуси им. Янки Купалы, 1993), «Хітрыкі Бабы Ягі» по сказке А. Якимовича (Слонимский драматический театр, 1994), «Чайка» А.П. Чехова (Национальный театр им. Янки Купалы, 1995).
```

Музыка к телеспектаклям:
```
«Олимпиада» по роману И. Пташникова (реж. А. Гуткович, 1988), к телевизионной фантазии «Сымон-музыка» (по поэме Я. Коласа, 1989).
```

Музыка к радиоспектаклям:
```
«Усміхніся, прынцэса!» по сказке В. Яговдика (1990).
```

Публицистика и музыкальная критика:
```
Услухоўваючыся ў яго словы // ЛіМ, 1981. – 11 снеж.
З павагай да запаведнага // ЛіМ, 1985. – 4 кастр.
У гармоніі дуэта // ЛіМ, 1986. 10 студз.
Золотое зерно // Вечерний Минск, 1986. – 21 марта.
Харошы падарунак «Мелодыі» // Мастацтва Беларусі,  1986. - № 10.
С верой в разум и красоту // Вечерний Минск, 1987. – 11 февр.
Выхаванне памяццю //ЛіМ, 1987. – 14 жн.
Гэта нялёгкая прастата // ЛіМ, 1987. – 14 жн.
Слышишь не песню, а душу певца… // ……….
Цікава ўсё // ЛіМ, 1988. – 10 чэрв.
“Няма лёсу больш цудоўнага…” // ЛіМ, 1988. – 19 жн.
Выкнанаць усе сто тры… // ЛіМ, 1989. – 10 сак.
Тэмбравая сімволіка ў беларускай прафесійнай музыцы // Весці АН БССР. Сер. Грамад. Навук, 1989. - № 4.
“Хто ёсць я?” // ЛіМ, 1990. – 9 сак. 
Шукаць падвіжнікаў  // ЛіМ, 1991. – 4 студз.
На пороге новой эпохи // Советская музыка, 1991. - № 11. 
Разрушить так легко, труднее – сохранить //  Вечерний Минск, 1992. - 11 ноября.
Тры іпастасі Уладзіміра Кур’яна // ЛіМ, 1994.- 28 студз.
Тёмный омут судьбы // Вечерний Минск, 1994. -  4 мая.
Жизнь в музыкальном измерении //  Советская Белоруссия, 1996. – 29 окт.
У музычным палоне Кракава // ЛіМ, 1998. – 2 кастр.
Можна быць арыстакратам ў прафесіі // ЛіМ, 1998. – 4 снеж.
З надзеяй на новыя сустрэчы // Культура, 1998. – 28 снеж.
Усе фарбы захаплення // ЛіМ, 1999. – 1 снеж.
Урок найвышэйшай вартасци // ЛіМ, 2000. – 31 сак.
Інтрада адраджае гармонію // ЛіМ, 2000. – 14 ліп.
Пра Бандароўну // Роднае слова, 2001. -  № 3.
Гісторыя кафедры – гісторыя нацыянальнай кампазітарскай школы // Вышэйшая школа, 2002. - № 5.
Кафедра композиции на путях формирования белорусской композиторской школы // Весці БДАМ,  2002.- № 3.
Прэзентацыя ў Швейцарыі // Культура, 2005. - № 50.
Ёсць шчаслівае сумоў’е // ЛіМ, 2006.- 24 лют.
Событие, которое заметили //  Веснік СНТТ, 2006. - № 8.
Вспоминая А.В. Богатырёва. История одной поездки // Весці Беларускай дзяржаўнай акадэміі музыкі, 2013. - № 22.
Вступительная статья к сборнику детских пьес для фортепиано “Искорки» В.А.Грушевского.  - Изд. «Ступень» («Издатель Грушевский») Барановичи, 2013.
Непрыстыжная прафесія // ЛіМ, 2014. - № 3.
```